# Olrik Breckoff
Olrik Breckoff (* 7. Juli 1929 in Riga; † 5. November 2006) war ein Kameramann, Regisseur, Autor, Dokumentarfilmer und Fernsehjournalist.

## Leben
Breckoff wuchs in Riga als eines von sieben Kindern des deutschbaltischen Arztes Kurt Breckoff auf. Ende 1939 siedelte seine Familie infolge des Hitler-Stalin-Pakts nach Posen im damals besetzten Polen über, wo Breckoff das Gymnasium besuchte. Er flüchtete mit seiner Familie im Januar 1945 kriegsbedingt nach Hamburg, wo er am Wilhelm-Gymnasium das Abitur ablegte. Im Jahre 1950 begann er als Kameramann beim neugegründeten Nordwestdeutschen Rundfunk (NWDR) in Hamburg zu arbeiten. Ab 1956 arbeitete er während mehrerer Jahrzehnte für den WDR.

## Auszeichnungen
- 1965: Jakob-Kaiser-Preis für Leipzig 1964, Wiedersehen mit einer Stadt in Deutschland
- 1966: Goldene Kamera für Lohntütenball und Von Danzig nach Gdansk
- 1967: Premio Ondas für Jenseits des Ural
- 1971: Adolf-Grimme-Preis für Weichselkirschen und Lorbeer
- 1984: Robert-Geisendörfer-Preis für Alltagschristen in einer Lutherstadt. Beobachtungen in Eisenach

## Werke (Auswahl)
- 1961: Irland und seine Kinder, TV-Dokumentation
- 1966: Der Lohntütenball – Streiflichter aus dem Alltag im Ruhrgebiet von Freitagabend bis Samstagfrüh, TV-Dokumentation aus der Reihe „Das große Revier“
- 1970: Weichselkirschen und Lorbeer, TV-Dokumentation
- 1984: Wiedersehen mit der Fremdenlegion, TV-Dokumentation